# Amorinópolis
Amorinópolis est une municipalité brésilienne de l'État de Goiás et la microrégion d'Iporá.